# Mitterteich
Mitterteich település Németországban, azon belül Bajorországban. Lakosainak száma 6644 fő (2023. december 31.). Mitterteich Pechbrunn, Wiesau, Falkenberg (Oberpfalz), Konnersreuth, Waldsassen, Leonberg (Oberpfalz) és Tirschenreuth községekkel határos.

## Népesség
A település népessége az elmúlt években az alábbi módon változott:
| Lakosok száma | 1834 | 6523 | 7107 | 7311 | 6812 | 6660 | 6630 | 6619 | 6533 | 6644 |
|               | 1875 | 1950 | 1975 | 1987 | 2012 | 2014 | 2016 | 2017 | 2021 | 2023 |

## Fekvése
Waldsassen a Wondreb völgyében, a cseh határ közelében fekvő település.

## Története

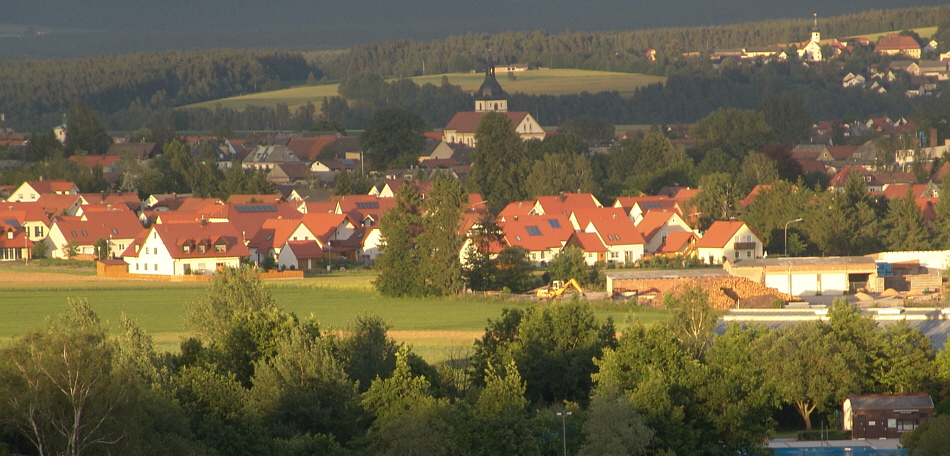
A város látképe

A 800 éves város, Mitterteich  természeti környezete miatt válik lassan üdülővárossá.
Cisztercei apátságát (Zisterzienserabtei Waldsassen) 1128-ban alapították.
Mitterteich nevét 1185-ben egy pápai bulla említette először. A falu 1277-ben a Waldsassen kolostor birtokába került. Mitterteichben 1565-ben alakult meg az evangélikus egyházközség.  
A harmincéves háború alatt a mezőváros szinte teljesen elpusztult. A katolikus plébánia 1665-ben alakult.

## Ipara
1864-1865-ben az itt is kiépült vasútvonallal a városkát is elérte az iparosítás.
1882-ben egy üveggyár települt ide, amellyel elkezdődött a tükör és síküveggyártás. 1886-ban alakította meg Ludwig Lindner az első porcelángyárat (később alakult meg a kínai gyár: Mitterteich AG).
1988-tól átfogó városfejlesztés kezdődött.

## Nevezetességek
- Cisztercei apátsága - Az apátság román stílusban épült bazilikáját a 17-18. században építették át. A kolostor dúsan faragott. Nevezetes Atlaszokkal díszített könyvtárterme (Bibliotheksaal) is.

## Galéria

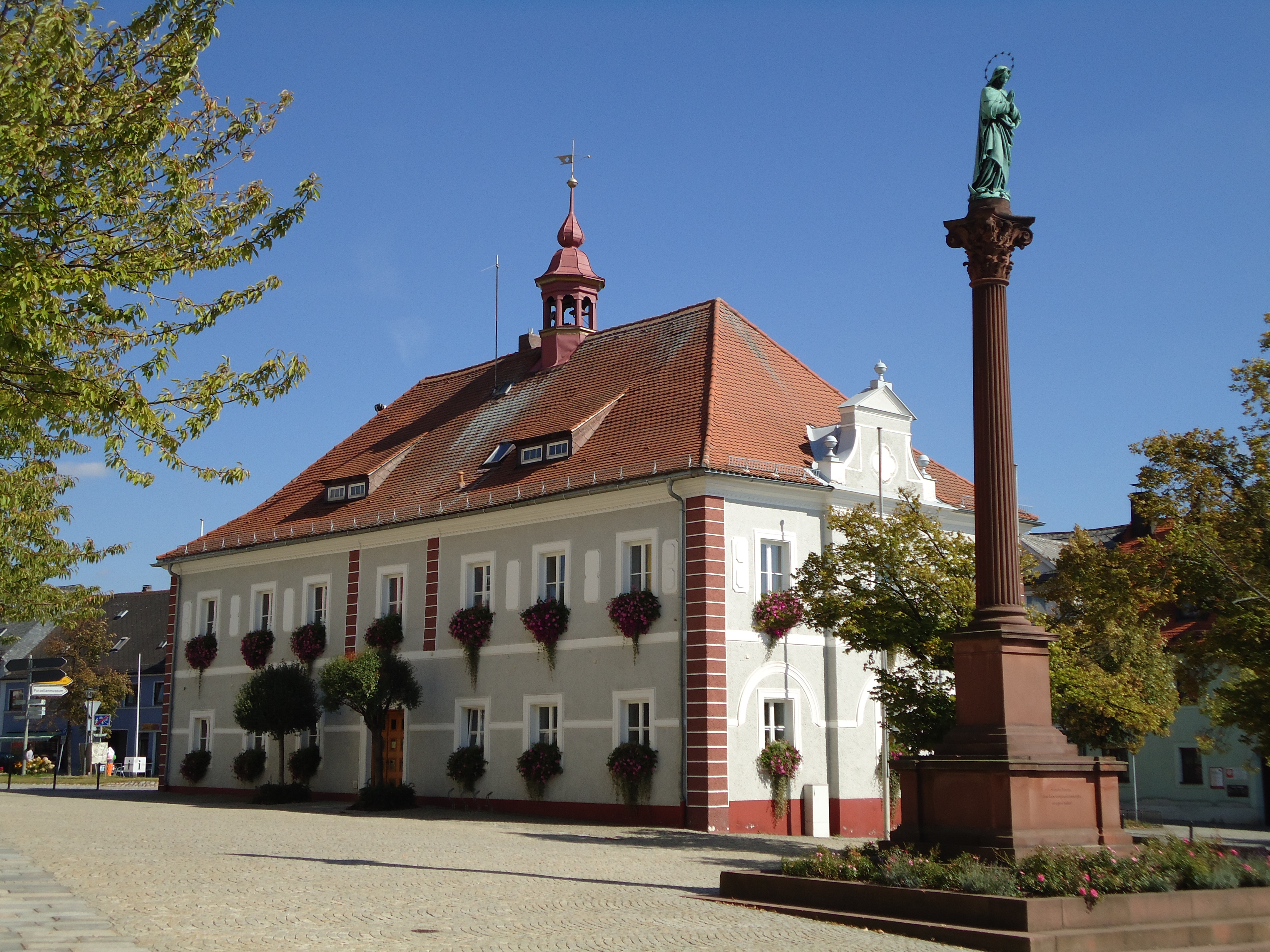
Városháza
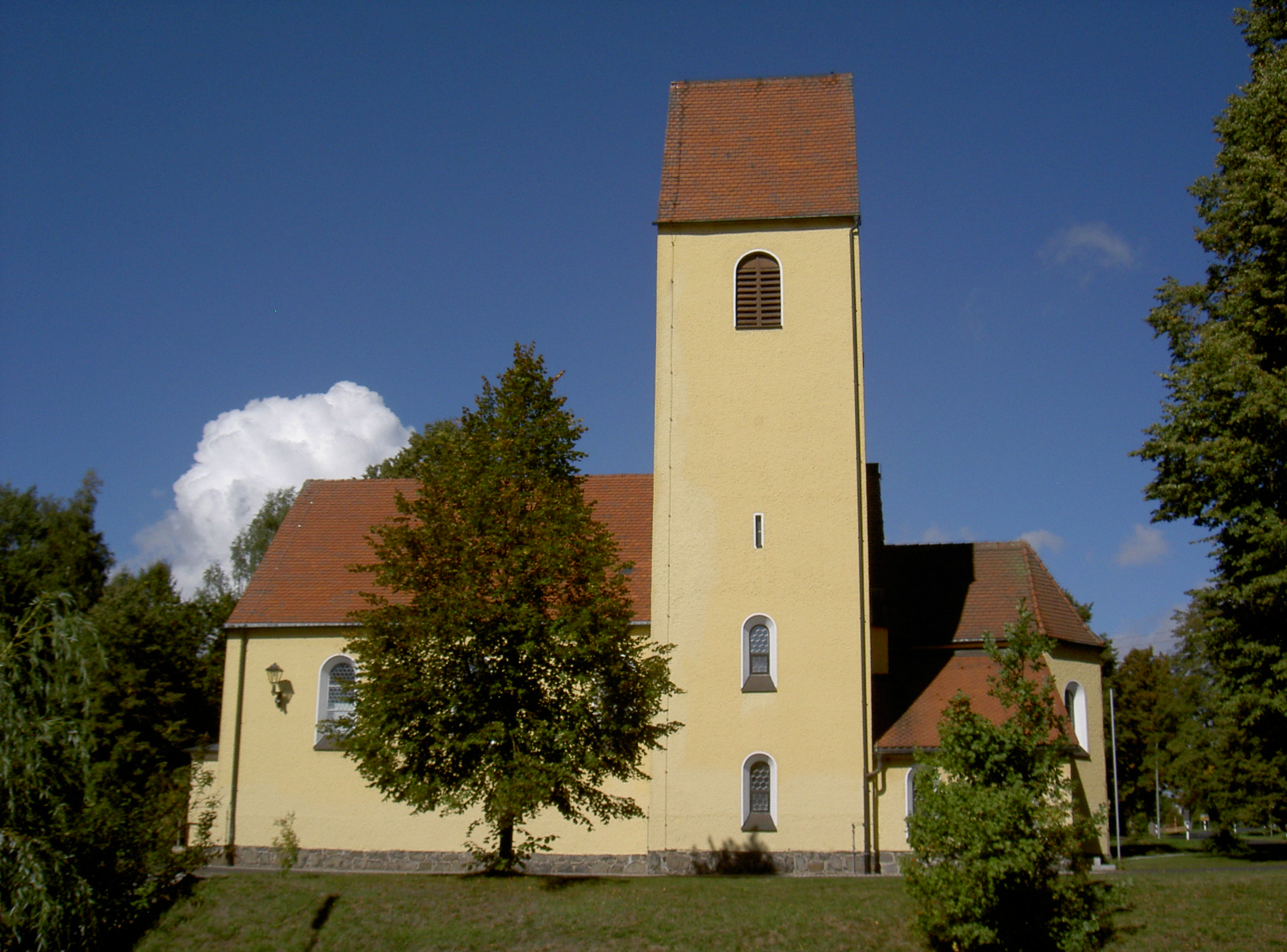
Templom
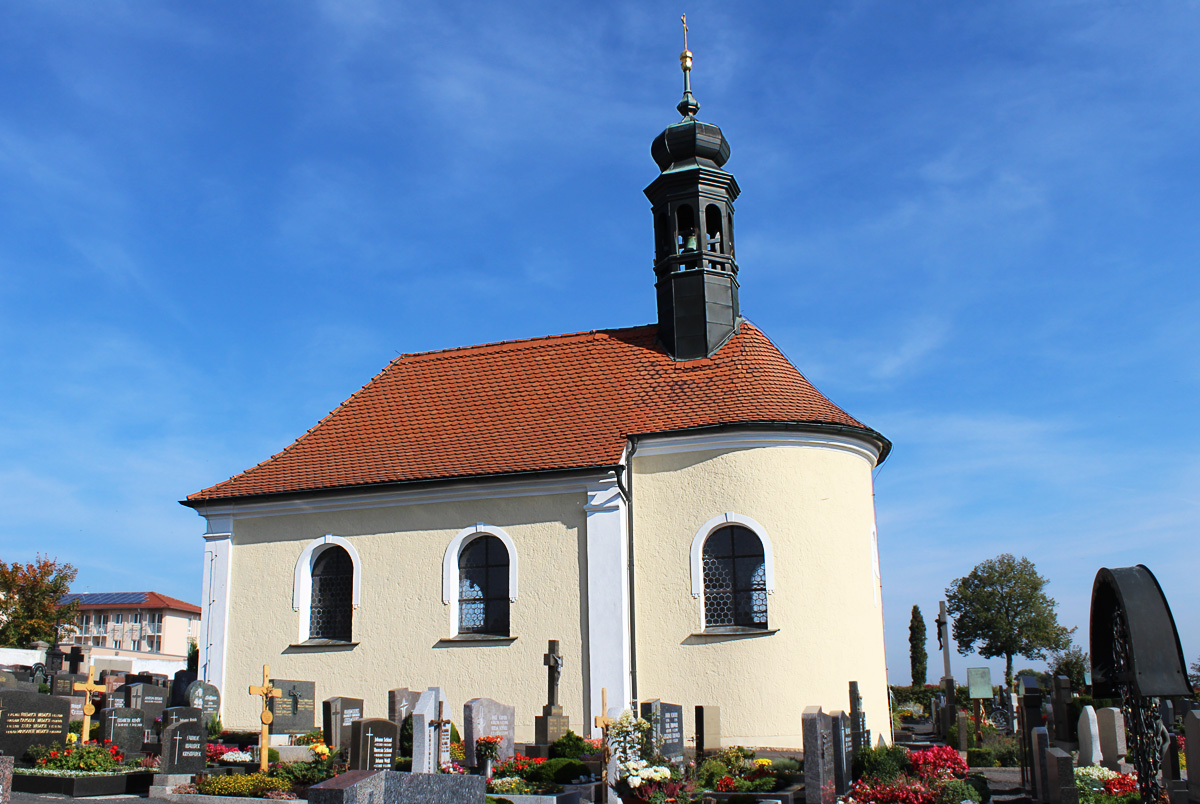
Mária Hilf kápolna
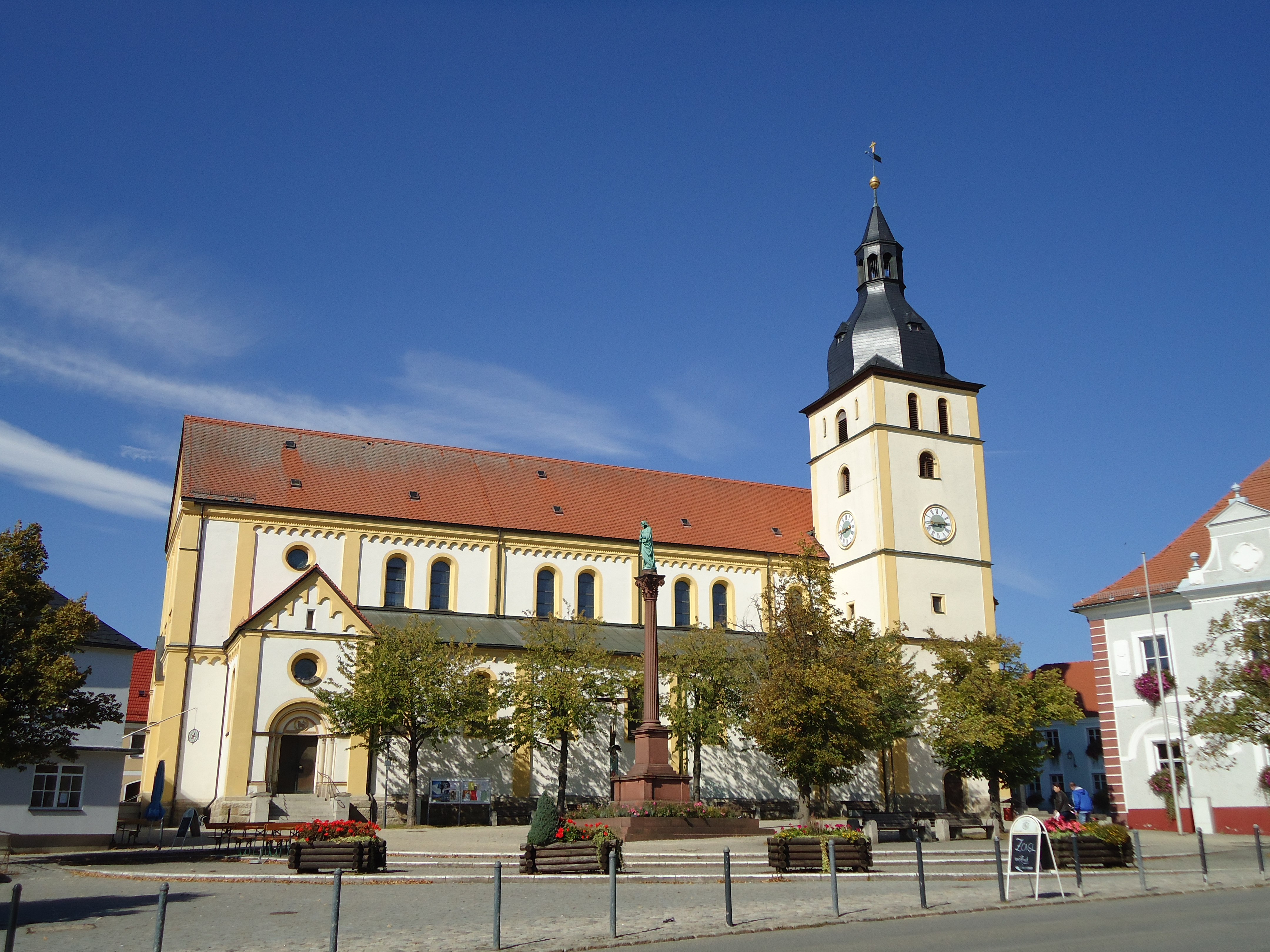
Szent Jakab templom
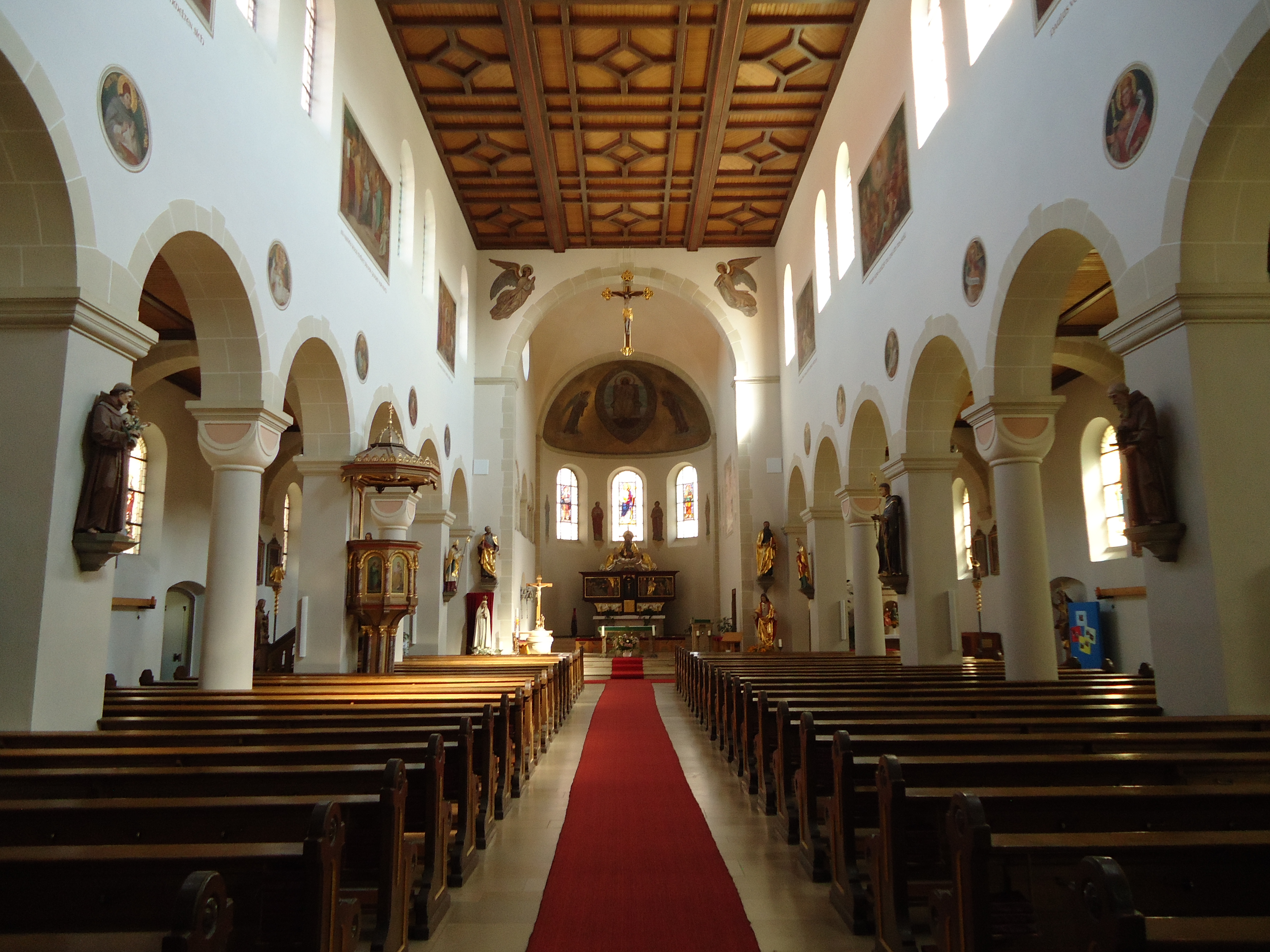
A Szt. Jakab templom belülről
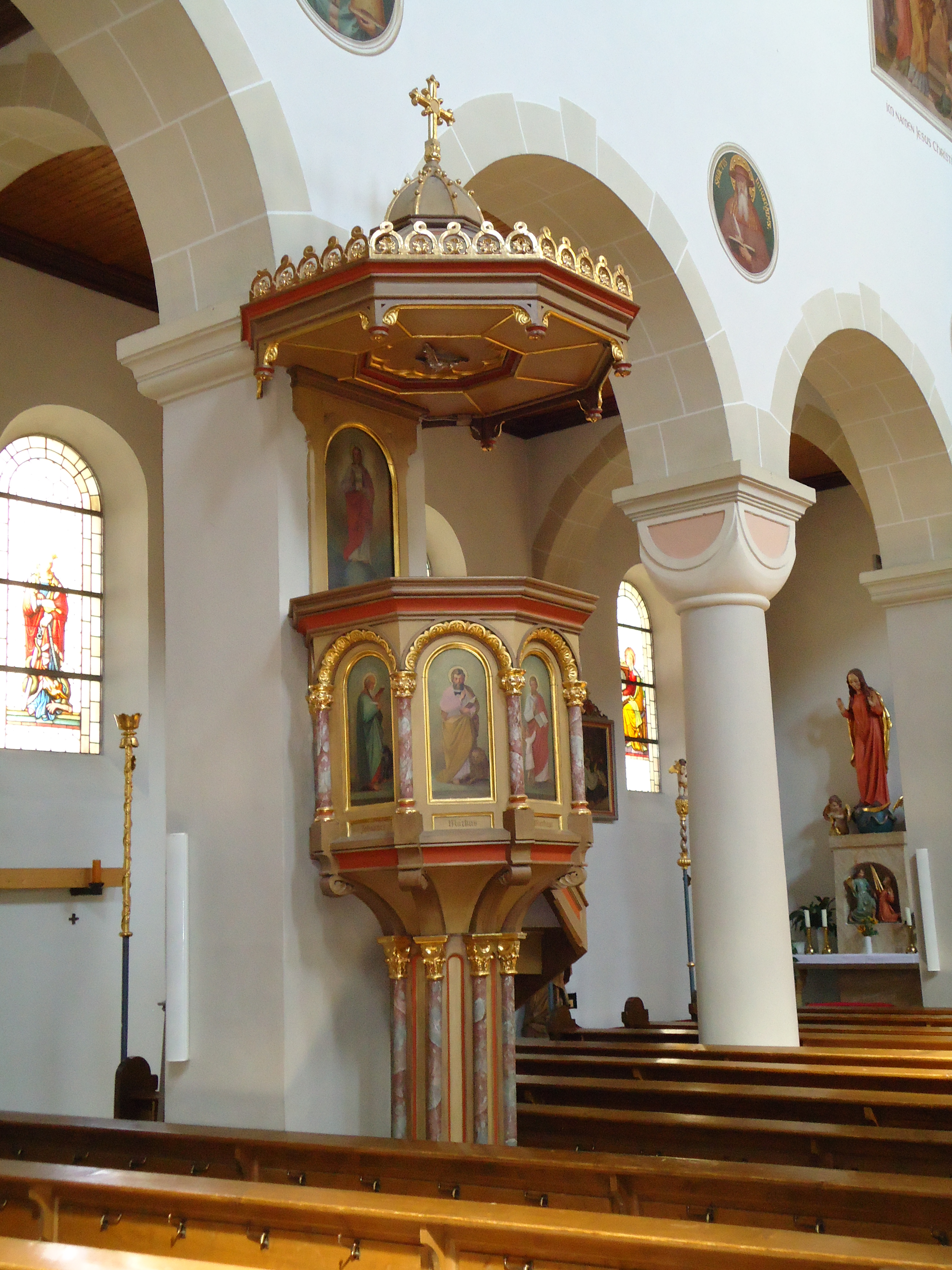
A Szt. Jakab templom szószéke
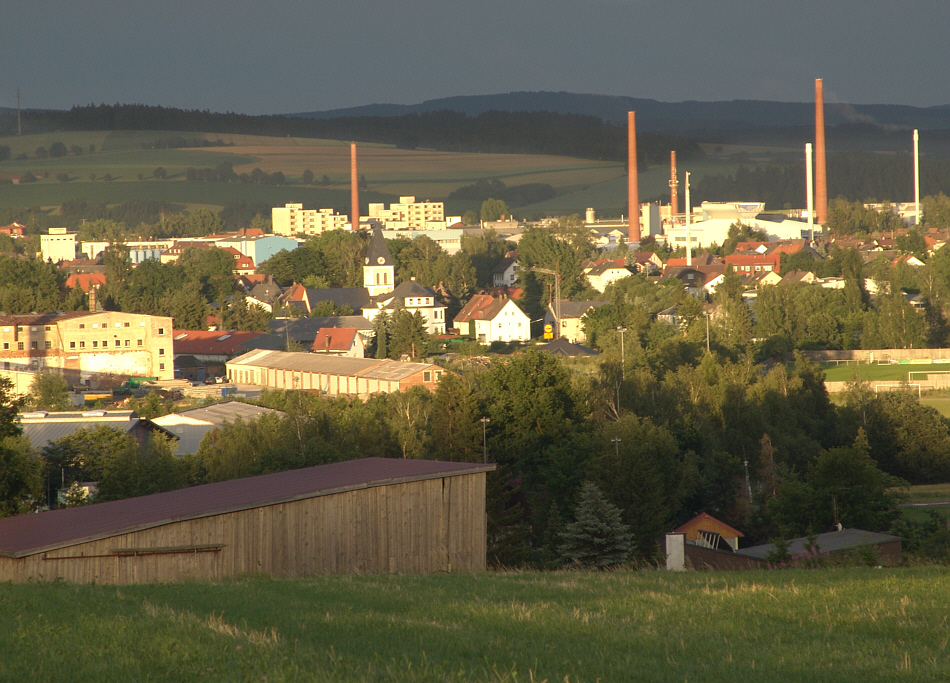
A város látképe az ipari negyeddel
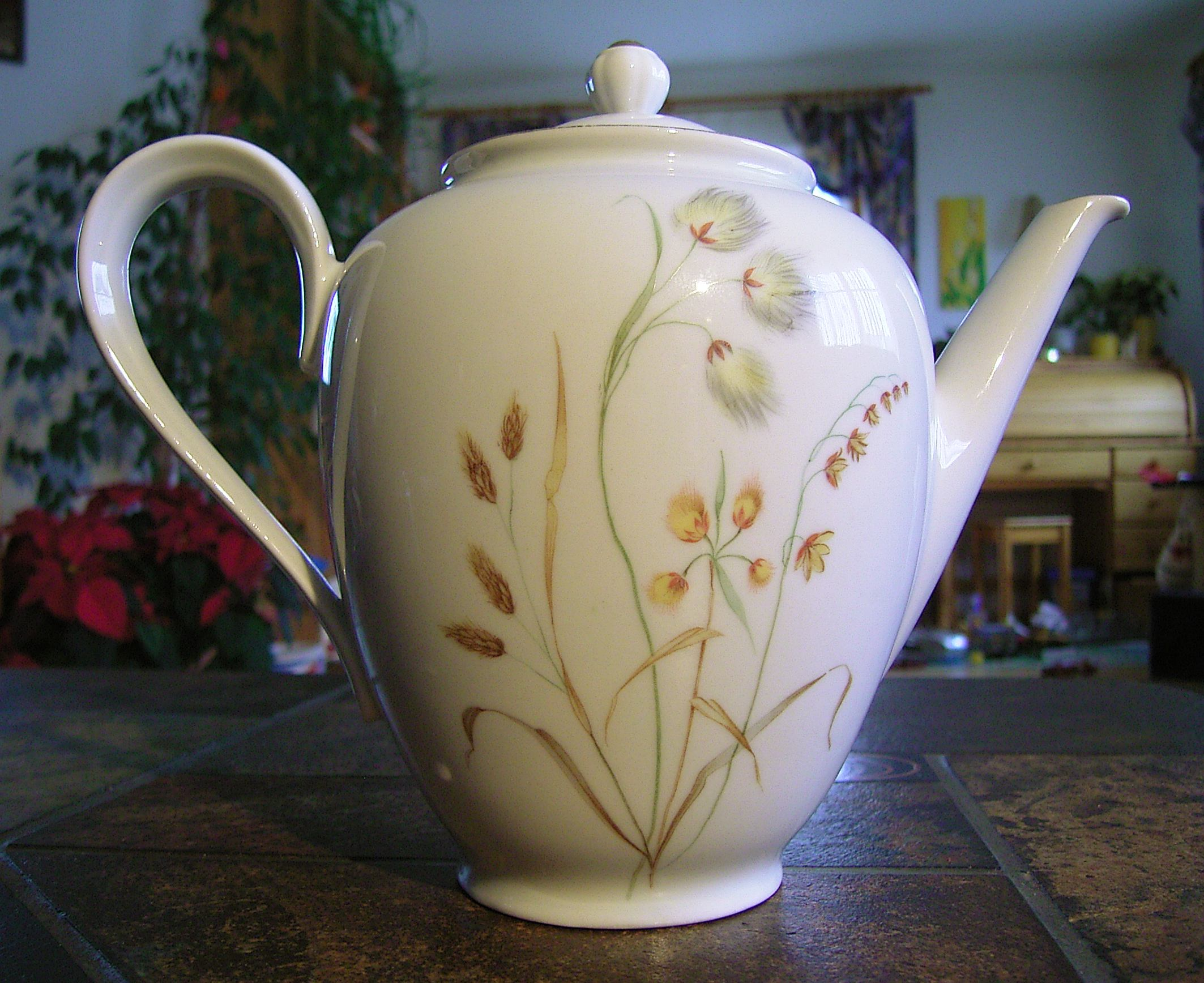
A porcelángyár egyik terméke